# 275 до н. е.

## Події

### Римська республіка
- Рік 275 до н. е. був роком часів до юліанського римського календаря. У Римський імперії був відомий як 479 рік від закладення міста Рим). Деномінація 275 до н. е. для позначення цього року, почала існувати із часів раннього середньовіччя, коли для нумерації років в Європі стала популярною календарна ера Anno Domini.
- Консулами обрані Луцій Корнелій Лентул Кавдін і Маній Курій Дентат (втретє).
- Публій Корнелій Руфін вигнаний  цензором Гаєм Фабріціо Лусціном з сенату за порушення законів про розкіш — цензор виявив у нього більшу за дозволену за законом кількість срібних виробів[1][2].
- Вперше викарбувана римська монета секстанс

### Єгипет
- Єгипетський правитель Птолемей II започаткував Александрійський мусейон.

### Інші
- Васал Селевка I правитель Пергаму Філетер вперше почав карбувати монети з власним зображенням, що є свідоцтвом його зрослої самостійності
- Війна галатів з Кізіком у Малій Азії.
- У Сідоні скасовано владу царя, містом стала керувати міська рада
- Антіох I Сотер захопив Дамаск та Кілікію у Птолемеїв.

## Народились
- Деметрій II Етолійський, цар Македонії.
- Близько 275 до н.е. Гамількар Барка, карфагенський полководець, батько Ганнібала.
- Близько 275 до н.е. у м. Кирена народився давньогрецький філософ, математик, географ Ератосфен.

## Померли
- Чанак'я, індійський брахман та політик
- Архідам IV, цар Спарти